# Cristina Marcos
Pour les articles homonymes, voir Marcos.
Cristina Marcos , née le 19 décembre 1963 à Barcelone est une actrice espagnole.

## Filmographie
- 1981 : Maravillas de Manuel Gutiérrez Aragón
- 1991 : Talons aiguilles de Pedro Almodóvar
- 1993 : L'Écureuil rouge (La ardilla roja) de Julio Medem
- 2001 : Sin noticias de Díos d'Agustín Díaz Yanes
- 2009 : El Internado, feuilleton espagnol dans lequel elle interprète le personnage d'Alicia.
- 2010 : L'Île intérieure de Dunia Ayaso et Félix Sabroso